# Juriaen van Streeck
Juriaen van Streeck (Ámsterdam, 1632-ibidem, 1687) fue un pintor neerlandés. 

## Biografía
Pintor activo en Ámsterdam, realizó preferentemente naturalezas muertas en las que denotó la influencia de Willem Kalf. Mostró predilección por objetos metálicos, porcelana y orfebrería, así como moluscos y conchas. Acogen su obra museos como el Hermitage (San Petersburgo), el Museo del Louvre (París), el Museo de Artes Decorativas de París, el Museo de Leiden, el Museo Boijmans Van Beuningen (Róterdam) y los museos de Bellas Artes de Lyon, Rennes y Quimper.
Su hijo Hendrick van Streeck fue también pintor.

## Galería

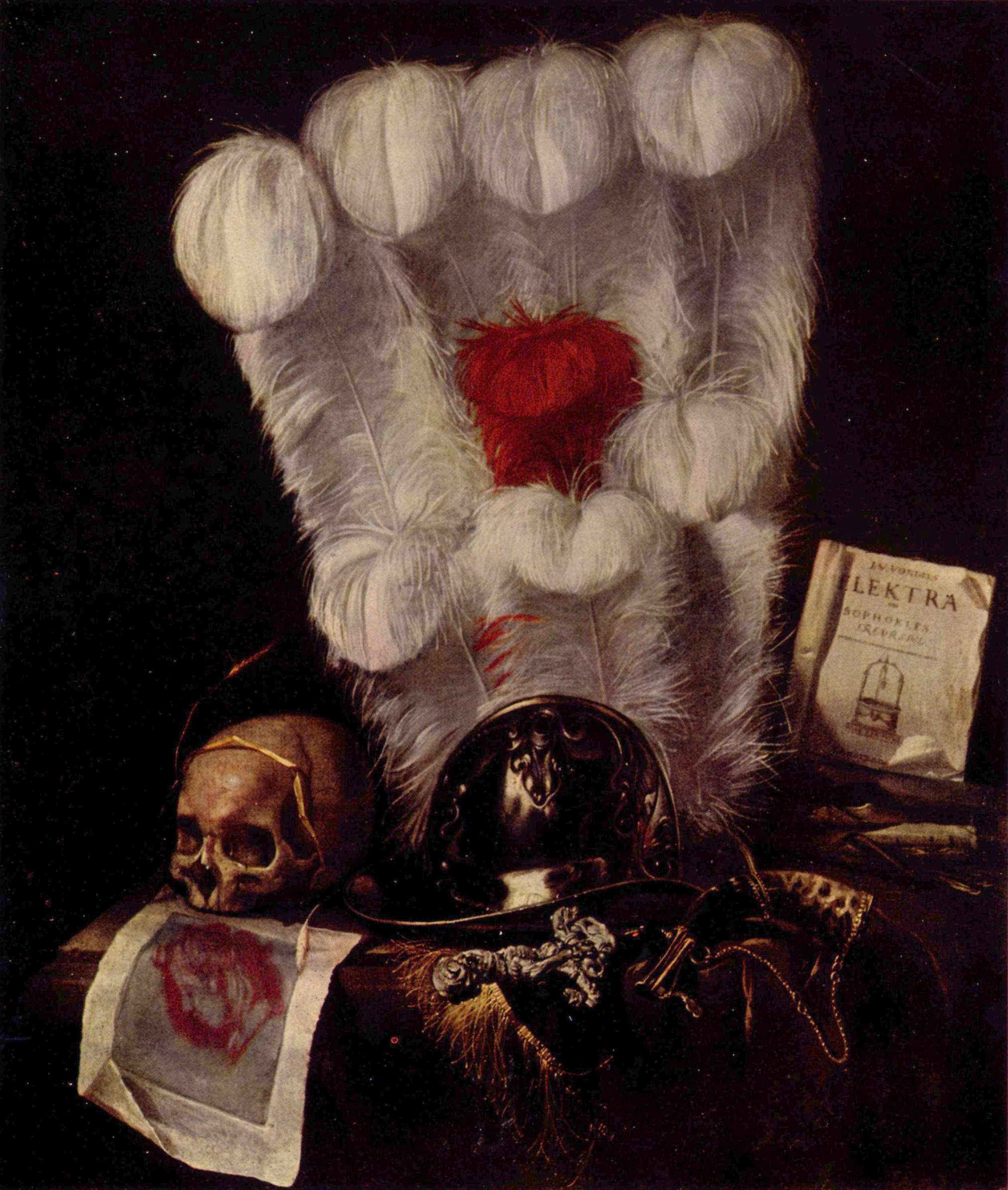
Vanitas (c. 1670), Museo Pushkin, Moscú
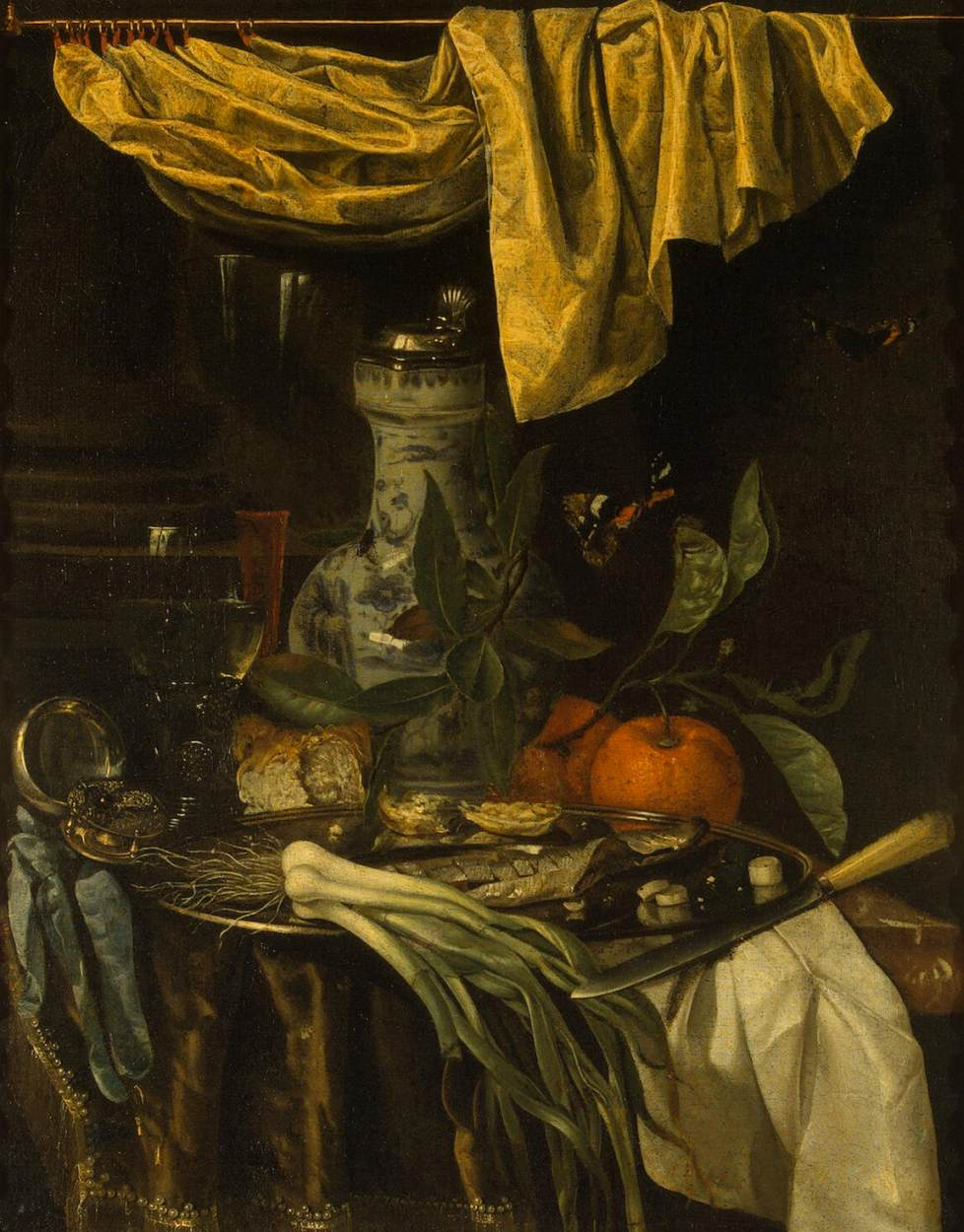
Tentempié (c. 1670), Museo del Hermitage, San Petersburgo
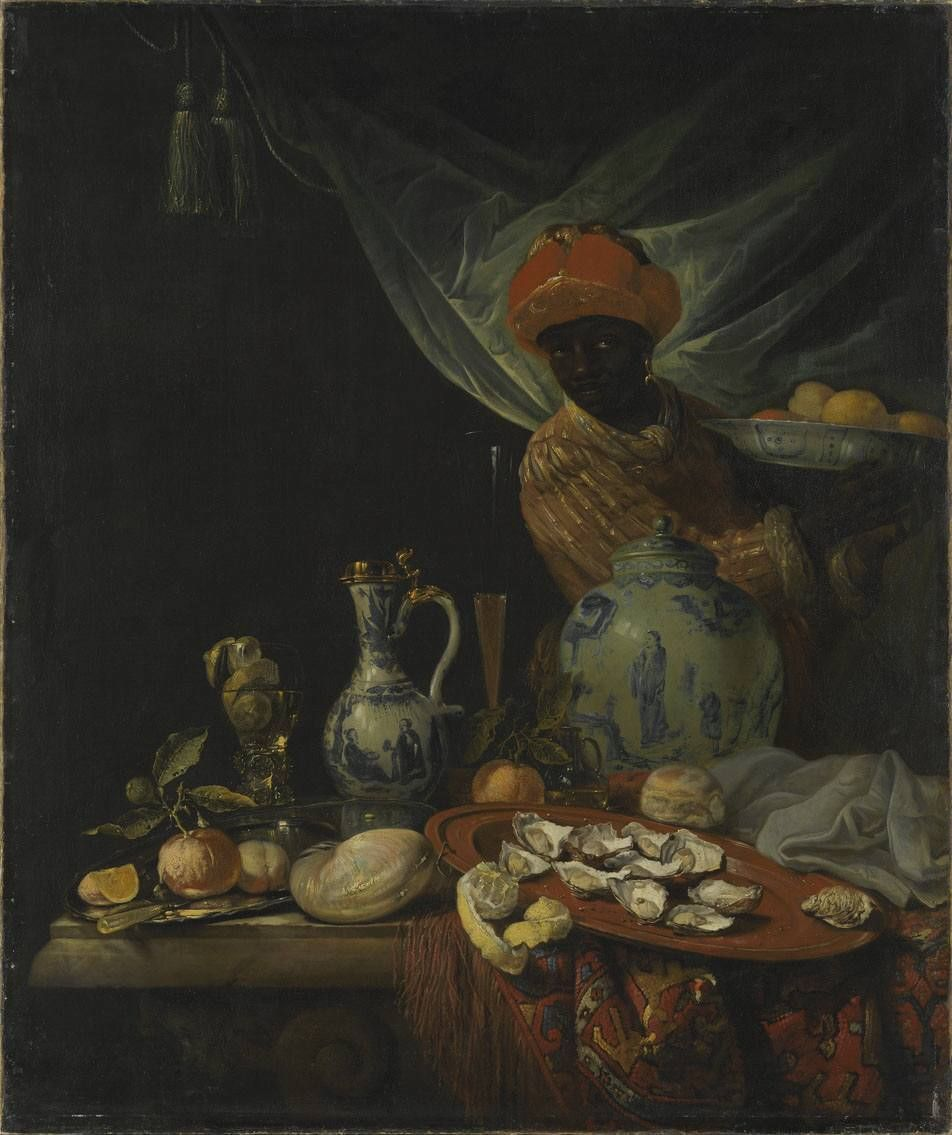
Naturaleza muerta con moro y vaso de porcelana (1670-1680), Pinacoteca Antigua de Múnich
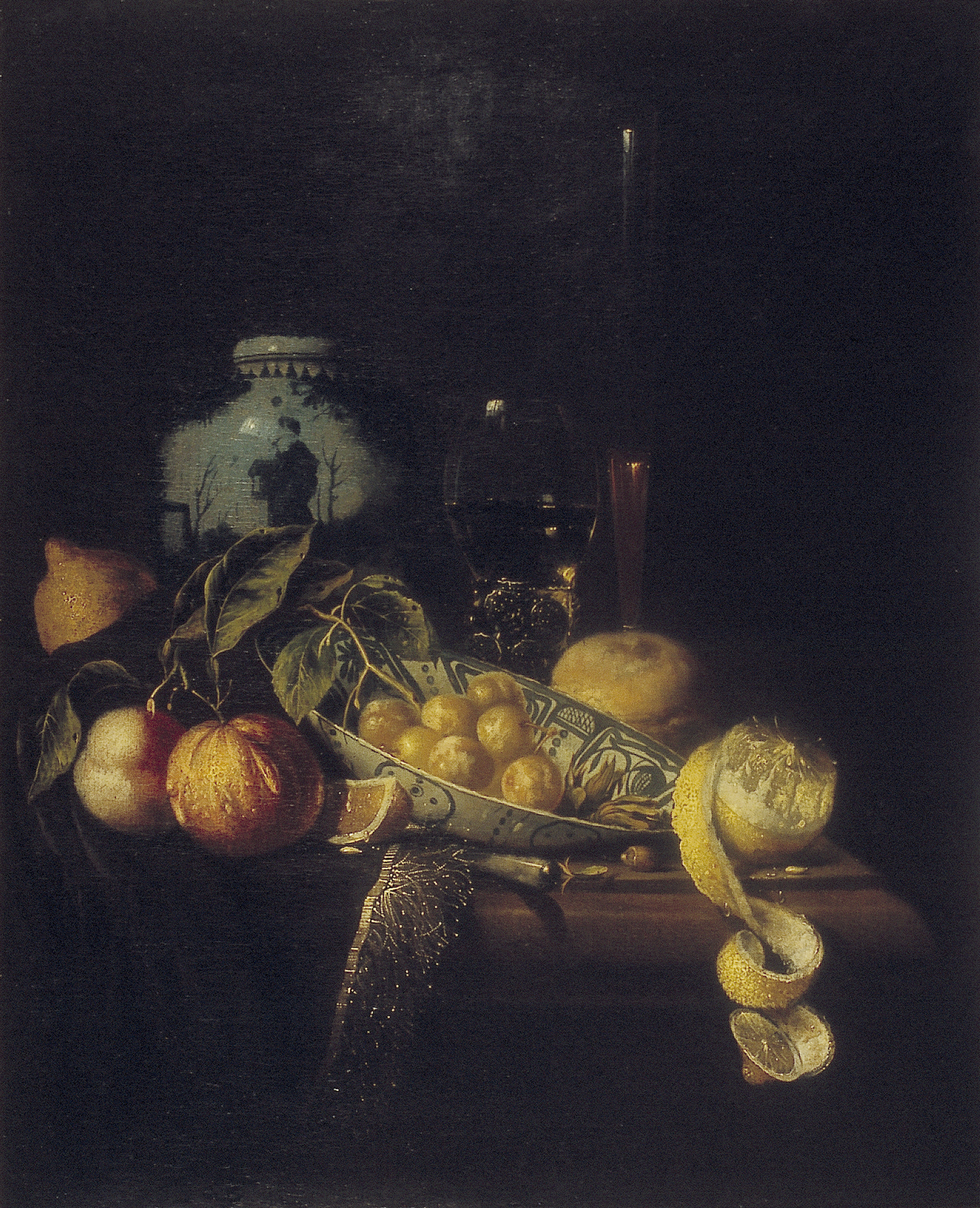
Naturaleza muerta con fruta, cuenco chino y otros objetos, Colección de Arte de la Agencia de Patrimonio Cultural de los Países Bajos, Rijswijk
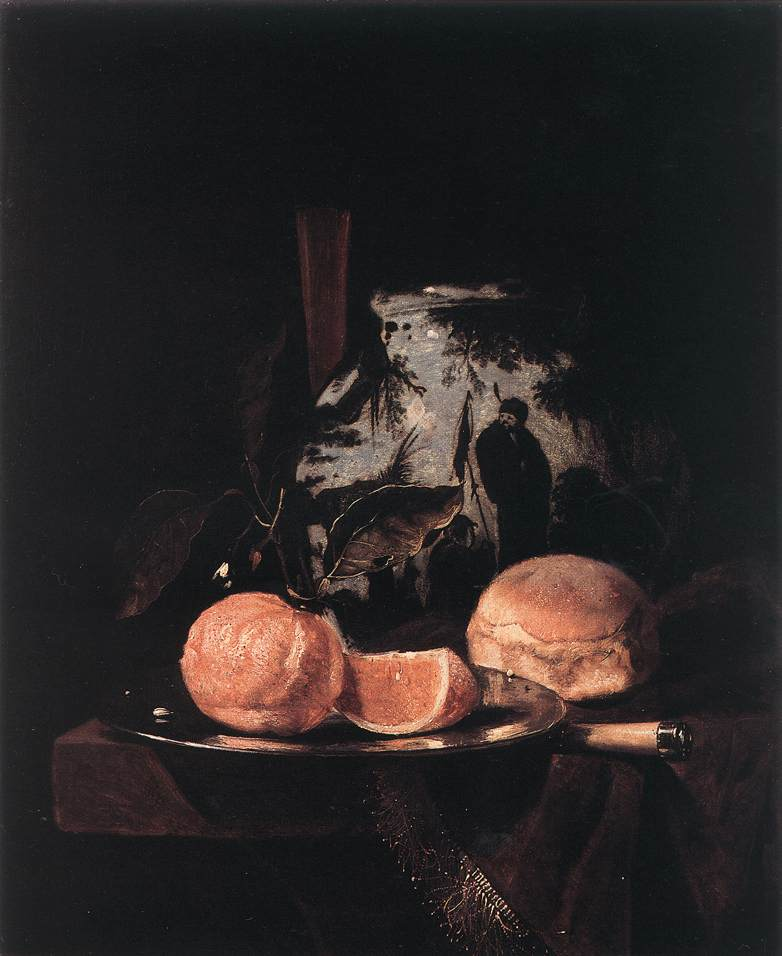
Naturaleza muerta, Museo Wallraf-Richartz, Colonia
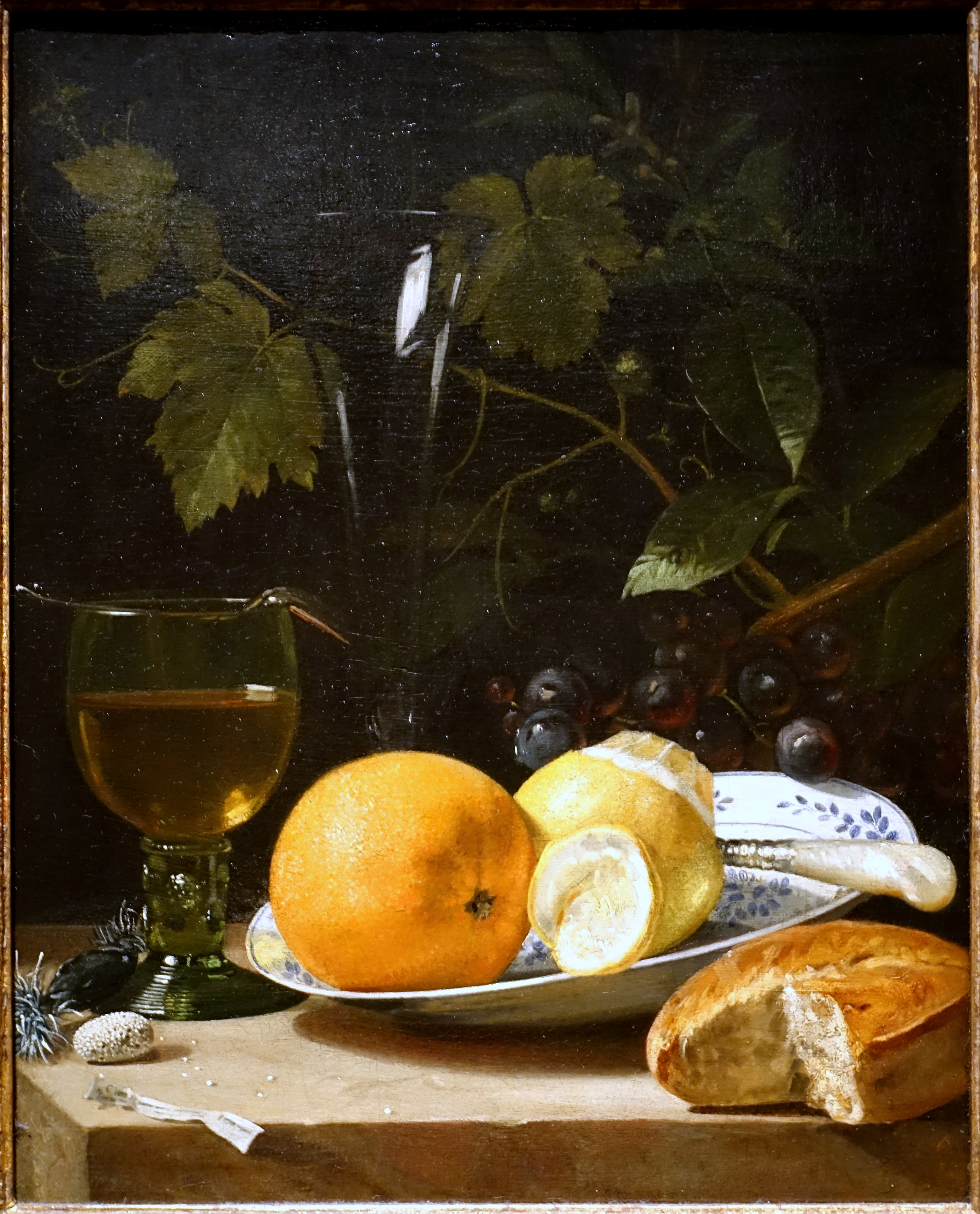
Naturaleza muerta, Museo de Arte de la Universidad de Princeton, Princeton (Nueva Jersey)
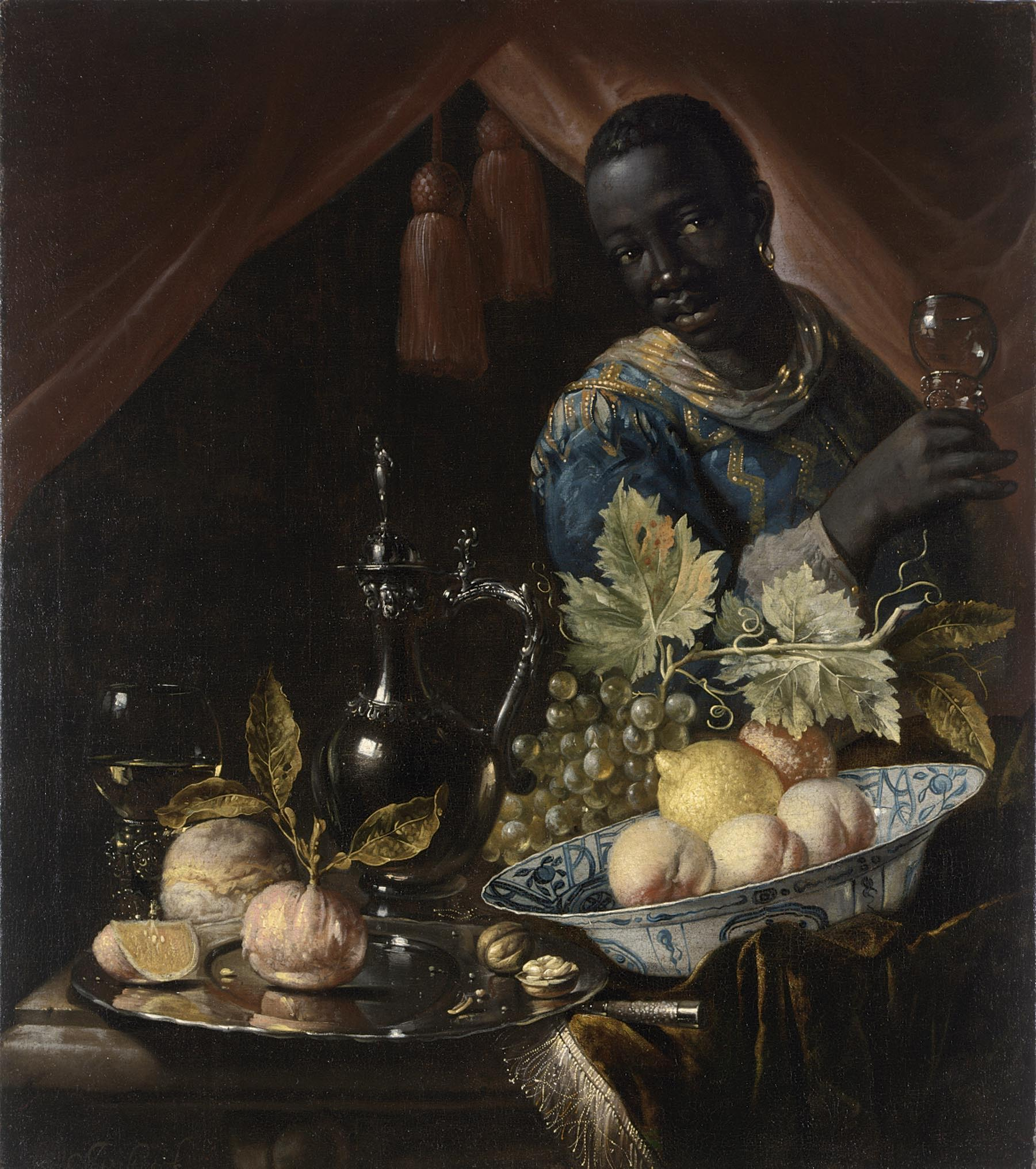
Bodegón con duraznos y un limón, colección privada